# علي أباد (أرومية)
علي أباد هي قرية في مقاطعة أرومية، إيران. عدد سكان هذه القرية هو 2,086 في سنة 2006.